# Monroe Township (comté d'Adams, Ohio)
Pour les articles homonymes, voir Monroe Township.
Monroe Township est un township du comté d'Adams dans l'Ohio, aux États-Unis,.

## Source de la traduction
- (en) Cet article est partiellement ou en totalité issu de l’article de Wikipédia en anglais intitulé « Monroe Township, Adams County, Ohio » (voir la liste des auteurs).